# Репа (Подујево)
Репа (алб. Repë) је насељено место у општини Подујево, Косово и Метохија, Република Србија.

## Демографија
| Демографија | Демографија | Демографија |
| Година      | Становника  | Становника  |
| ----------- | ----------- | ----------- |
| 1948.       | 508         |             |
| 1953.       | 555         |             |
| 1961.       | 512         |             |
| 1971.       | 503         |             |
| 1981.       | 501         |             |
| 1991.       | 465         |             |